# Magnentius
Flavius Magnus Magnentius (303-11 tháng Tám, 353) là một kẻ cướp ngôi của Đế chế La Mã (18 tháng Giêng,năm 350-11 tháng Tám, năm 353).

## Khởi nghiệp
Ông sinh ra tại Samarobriva (Amiens), Gaul, Magnentius là vị tướng chỉ huy của Herculia và Iovia, những đơn vị cận vệ hoàng gia  Khi quân đội trở nên bất mãn với các hành vi của Hoàng đế La Mã Constans I, nó chọn Magnentius tại Autun ngày 18 Tháng 1, năm 350. Constans I đã bị bỏ rơi bởi tất cả ngoại trừ một số ít thuộc hạ, và ông đã bị giết ngay sau đó bởi một đội quân kị binh nhẹ gần Pyrenee.

## Cướp ngôi
Magnentius nhanh chóng có được sự trung thành của các tỉnh ở Britannia, Gaul, và Hispania, một phần vì ông đã chứng tỏ là người khoan dung hơn đối với cả những người Kitô giáo và người đa thần. Sự Kiểm soát của ông ở Ý và châu Phi đã được áp đặt thông qua sự lựa chọn của các quan chức quan trọng nhất. Tuy nhiên, cuộc nổi dậy ngắn ngủi của Nepotianus, một thành viên của triều đại Constantinus, cho thấy rằng danh hiệu hoàng đế của Magnentius đã được củng cố để chống lại các thành viên của triều đại đó.
Vị hoàng đế tự xưng đã cố gắng để tăng cường sức mạnh của mình trên các vùng lãnh thổ trước đây đã được kiểm soát bởi Constans,ông tiến quân về phía sông Danube. Vetranio, chỉ huy của quân đội ở Pannonia, đã được tôn làm Augustus bởi quân của mình ở Mursa vào ngày 1 tháng Ba. Cuộc nổi dậy này đã có được sự danh chính ngôn thuận, vì Vetranio được hỗ trợ bởi Constantina, và Constantius II công nhận Vetranio, bằng việc gửi cho ông chiếc vương miện hoàng đế.

## Bại vong
Vị hoàng đế còn lại của gia đình Constantinus I, Constantius II đã chấm dứt chiến tranh của ông ở Syria với Ba Tư, và hành quân về phía tây.
Sau khi chọn Magnus Decentius (có thể là của anh trai ông) làm Caesar và tuyển mộ càng nhiều quân càng tốt, quân đội của Magnentius và Constantius đã gặp trong trận Mursa Chính vào năm 351; Magnentius dẫn quân của mình tham gia vào trận chiến, trong khi Constantius đã dành một ngày cầu nguyện cho trận chiến trong một nhà thờ gần đó. Bất chấp chủ nghĩa anh hùng của Magnentius, quân đội của ông bị đánh bại và buộc phải rút về Gaul.
Tiếp theo thất bại của Magnentius, Ý từ chối đơn vị đồn trú của ông và chuyển lòng trung thành của mình. Magnentius đã chiến đấu trận cuối cùng vào năm 353 trong trận Mons Seleucus, sau đó ông tự sát bằng cách ngã vào thanh kiếm của mình.
Sau khi đàn áp cuộc nổi loạn Magnentius, Constantius ra lệnh tiến hành một cuộc điều tra để tìm những người theo ông. Nhân vật nổi tiếng nhất trong cuộc điều tra này là notariorum primicerius Paulus Catena.
Một số nguồn cho rằng cha Magnentius là một người Anh và mẹ là một người Frank.